# Placidus Stieß
Placidus Stieß OSB (* 21. Oktober 1919 in Fürstenzell als Joseph Stieß; † 29. Dezember 2001 in Niederalteich) war ein deutscher Benediktinerpater und Abt des Klosters Niederaltaich.

## Leben
Nach dem Theologiestudium trat Joseph Stieß 1948 in die Abtei Niederaltaich ein und nahm den Ordensnamen Placidus an. Am 22. August 1949 legte er die Profess ab und am 30. September 1951 empfing er die Priesterweihe. Zu seinen Aufgabenbereichen als Mönch gehörte unter anderem die Lehrtätigkeit am St.-Gotthard-Gymnasium, dessen Internatsdirektor er von 1958 bis 1988 war. Nach dem Rücktritt des Abtes Ansgar Ahlbrecht Ende 1969 wurde Stieß am 27. Januar 1970 unter dem Vorsitz von Abtpräses Augustinus Mayer zum Nachfolger als Abt von Niederaltaich gewählt und am 19. März 1970 benediziert. Nach seiner Emeritierung am 11. November 1989 wurde sein Nachfolger Emmanuel Jungclaussen.
Stieß starb am 29. Dezember 2001 in Niederalteich und wurde in der Basilika Niederaltaich am 5. Januar 2002 bestattet.

## Ehrungen und Auszeichnungen
- 1985: Ehrendoktor der Katholisch-Theologischen Fakultät der Universität Passau
- Bischöflich Geistlicher Rat
- 1990: Verdienstkreuz 1. Klasse des Verdienstordens der Bundesrepublik Deutschland
- Bayerischer Verdienstorden

## Schriften
- Zum Gedenken an Archimandrit Johannes Chrysostomus Basilius Blaschkewitz: Mönch und Subprior der Benediktinerabtei Niederaltaich. in: Die beiden Türme. Nr. 40, Jg. 17, ZDB-ID 311335-8.